# All That I Am
All That I Am es el álbum número 38 en la carrera del guitarrista Carlos Santana, fue lanzado el primero de noviembre de 2005 bajo la marca Arista Records.

## El álbum
El álbum contiene duetos con Michelle Branch, Mary J. Blige, Big Boi de Outkast, Steven Tyler de Aerosmith, Will.I.Am de The Black Eyed Peas, Kirk Hammett de Metallica, entre otros. Con esto Santana vuelve a darnos una cátedra de solos de guitarra como solamente él sabe hacerlo. Coproducido por Santana y Clive Davis, fundador de Arista/J y presidente de BMG, quien también produjo los dos álbumes anteriores de Carlos.
El primer sencillo fue "Just Feel Better" con la voz legendaria de Steven Tyler, vocalista de Aerosmith.
El álbum es una gran mezcla de Rock, Latino, Folk y hasta Afro-beat, como se muestra en el primer track "Hermes".

## Lista de canciones
1. Hermes
2. El fuego
3. I'm Feeling You - (con Michelle Branch & The Wreckers)
4. My Man - (con Mary J. Blige/Big Boi)
5. Just Feel Better - (con Steven Tyler)
6. I Am Somebody - (con Will.i.am)
7. Con Santana
8. Twisted - (con Anthony Hamilton)
9. Trinity - (con Kirk Hammett de Metallica/Robert Randolph)
10. Cry Baby Cry - (con Sean Paul/Joss Stone)
11. Brown Skin Girl - (con Bo Bice)
12. I Don't Wanna Lose Your Love - (con Los Lonely Boys)
13. Da Tu Amor

- Datos: Q2449161